# Bandera de los Estados Federados de Micronesia
La bandera de los Estados Federados de Micronesia fue adoptada el 30 de noviembre de 1979. El campo azul representa al Océano Pacífico, mientras que las cuatro estrellas blancas representan a los cuatro grupos de islas que componen la Federación: Chuuk, Pohnpei, Kosrae y Yap.
Un diseño similar con seis estrellas en vez de cuatro se utilizaba a partir de 1965 para el Territorio en Fideicomiso de las Islas del Pacífico, cuando también se representaba a Palaos, las Islas Marshall y las Marianas del Norte, que decidieron no integrarse en la Federación. (Kosrae era entonces parte de la isla Pohnpei, por lo que ambas fueron representadas por una sola estrella.)

## Banderas históricas

Bandera de Estados Unidos, usada de 1944 a 1978.
Bandera de las Naciones Unidas, usada de 1947 a 1965.
Bandera del Territorio en Fideicomiso de las Islas del Pacífico, de 1965 a 1978.

- Datos: Q190648
- Multimedia: National flag of the Federated States of Micronesia / Q190648